# Rajbrot

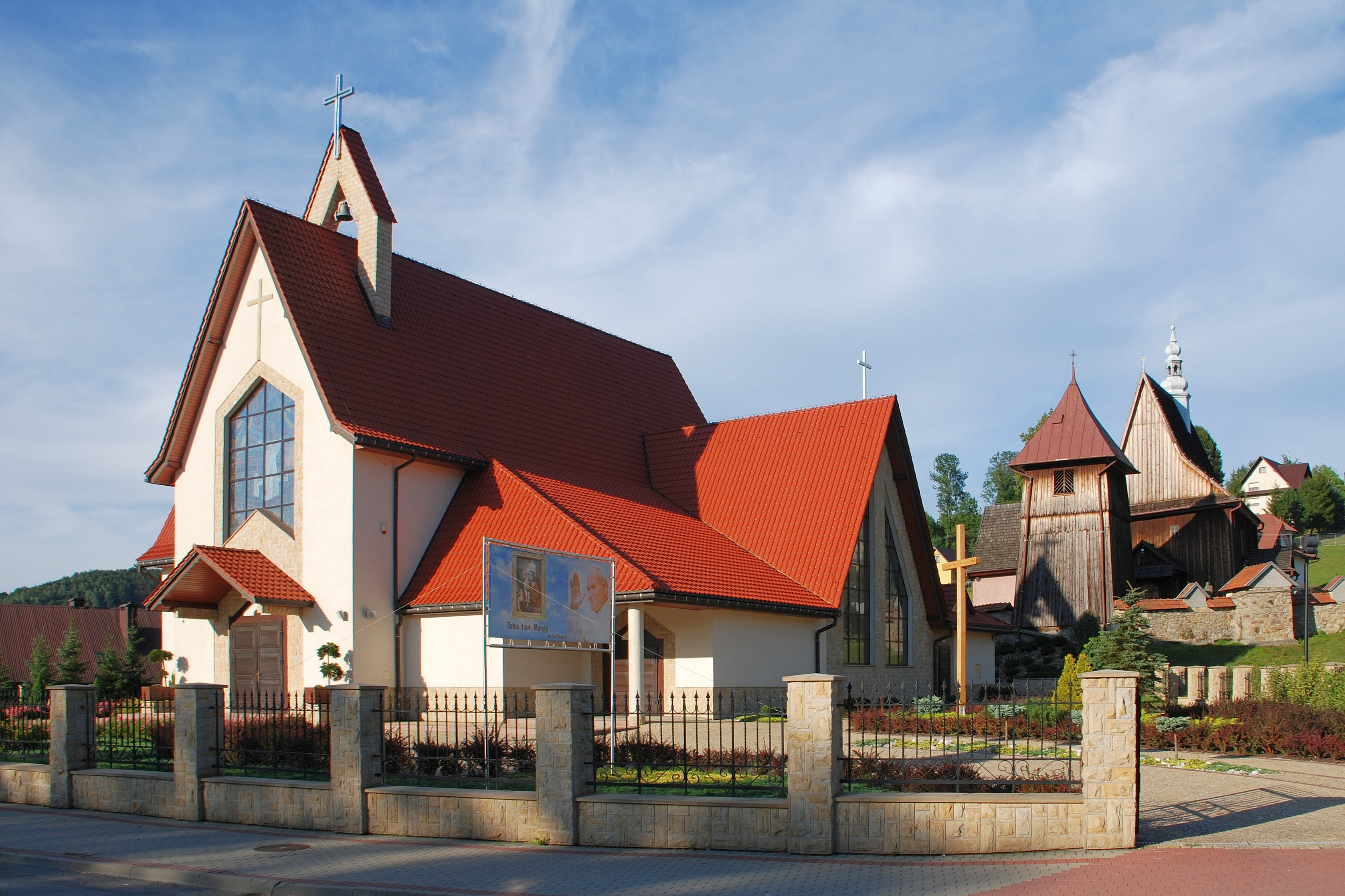
Nowy kościół parafialny

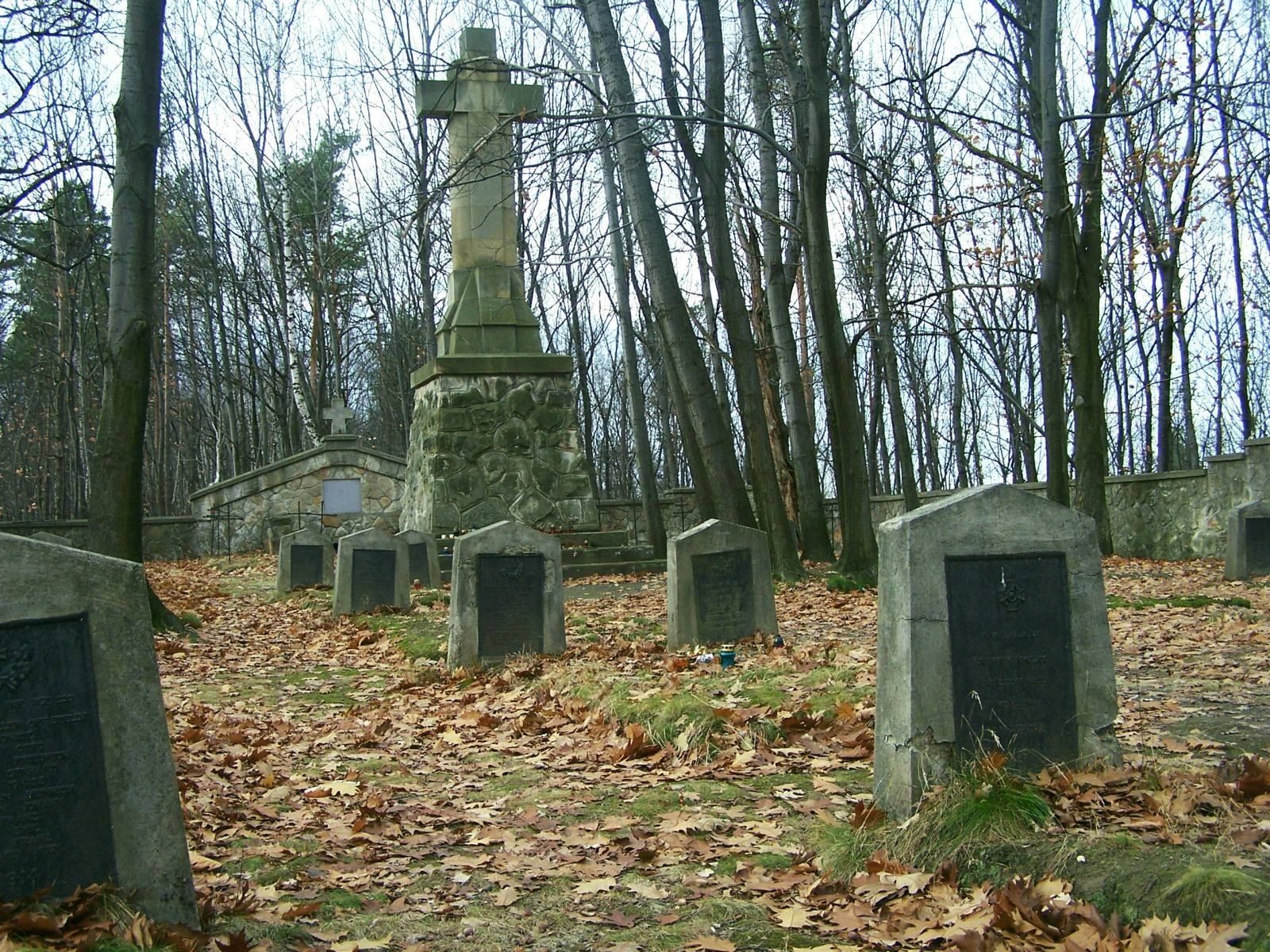
Cmentarz wojskowy nr 303

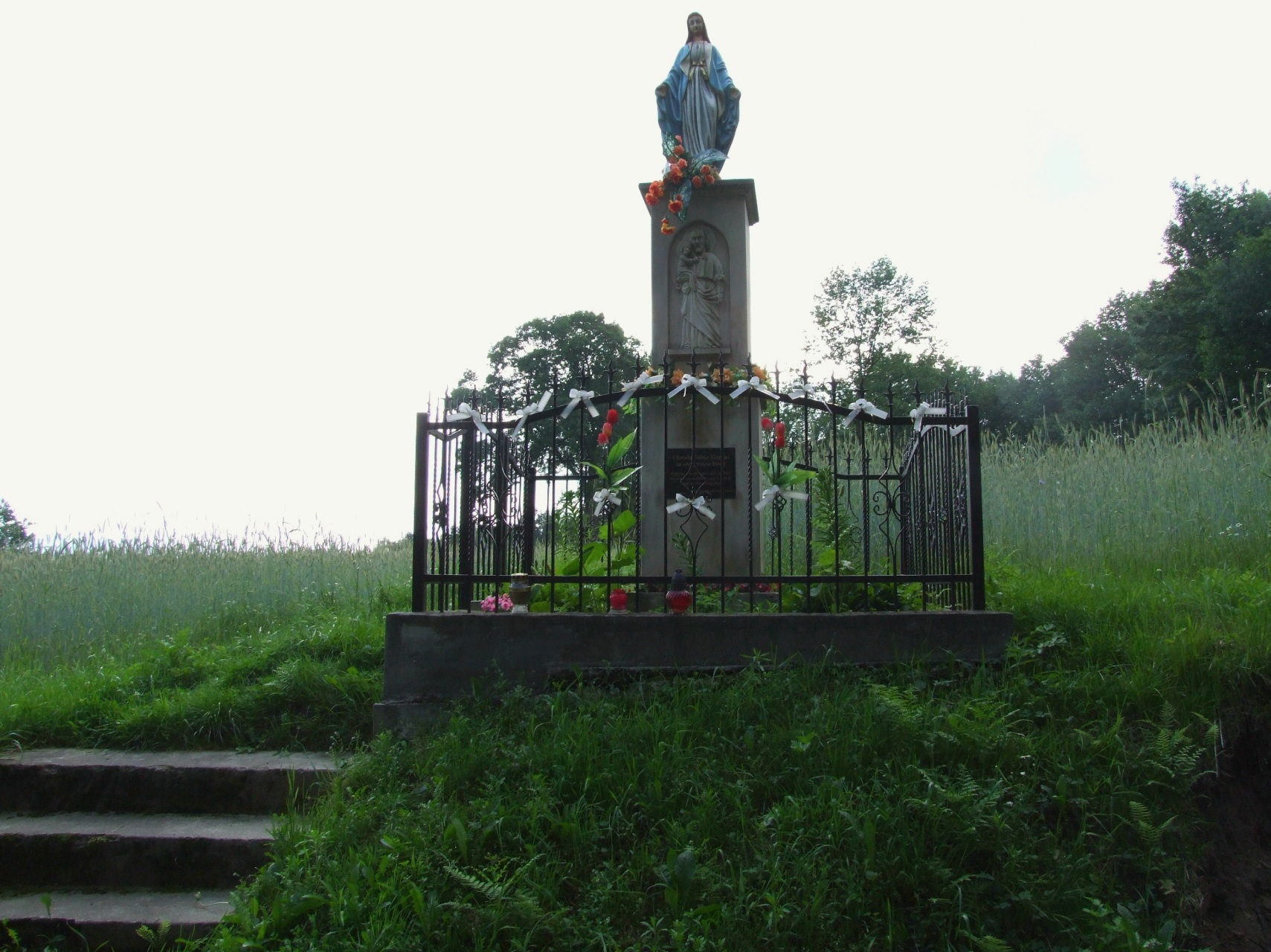
Kapliczka na Paprotnej

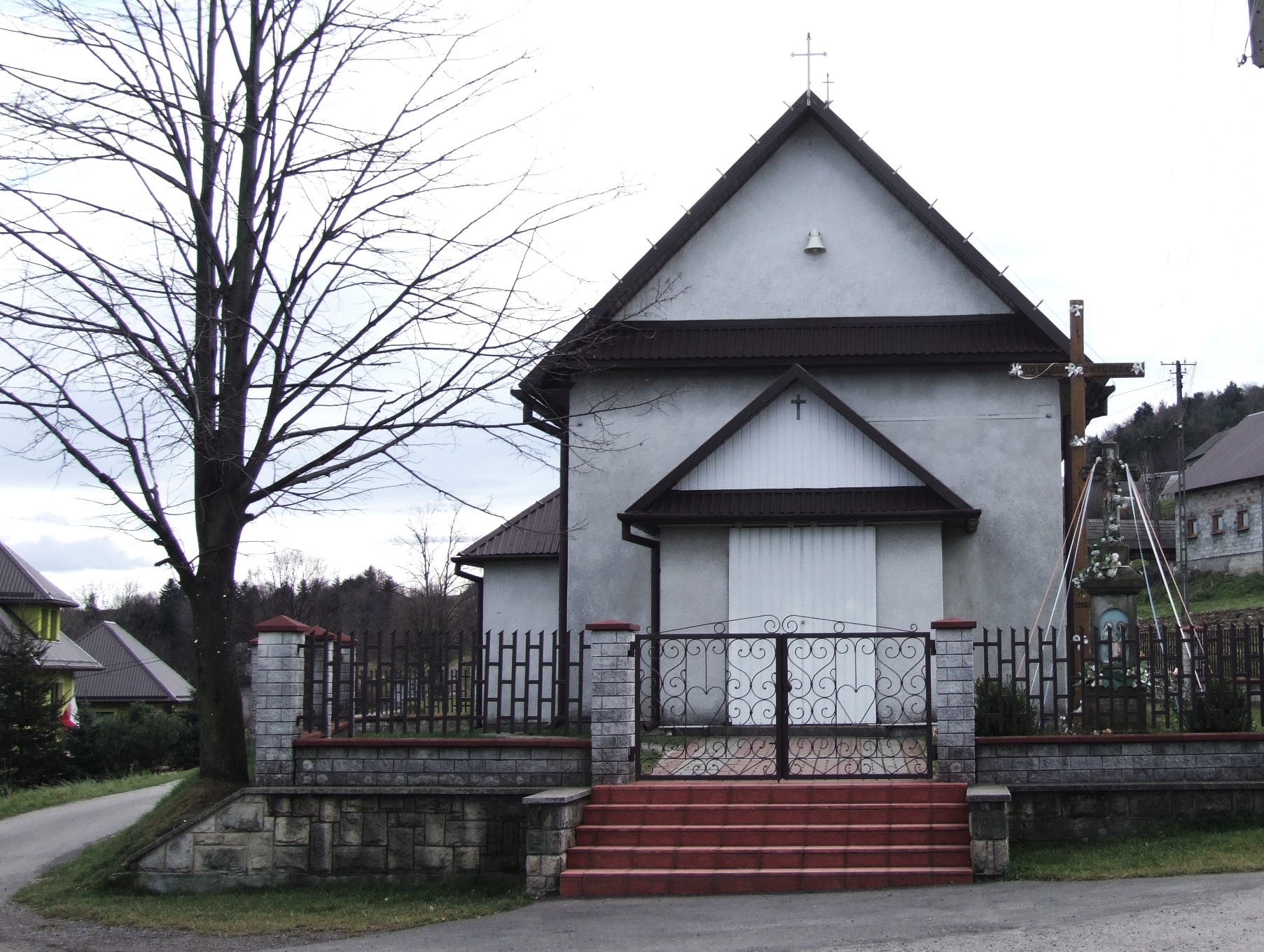
Kaplica na osiedlu Kucek

Rajbrot – wieś w Polsce położona w województwie małopolskim, w powiecie bocheńskim, w gminie Lipnica Murowana.
Wieś królewska starostwa lipnickiego, Rabrot położony była w drugiej połowie XVI wieku w powiecie szczyrzyckim województwa krakowskiego. W latach 1975–1998 miejscowość administracyjnie należała do województwa tarnowskiego.

## Położenie
Rajbrot leży w Karpatach Zachodnich i przynależy do dwóch jednostek geograficznych: Pogórza Wiśnickiego i Beskidu Wyspowego. Położony jest w dolinie rzeki Uszwicy i zboczach położonych nad nią wzniesień: Dominiczna Góra (468 m), Piekarska Góra (515 m) i Rogozowa (531 m) po wschodniej stronie rzeki, oraz Paprotna (441 m) po zachodniej stronie. Część południowa wsi zajmuje północne i wschodnie stoki ostatnich w kierunku północnym wzniesień Beskidu Wyspowego – Kobyły (603 m) i Łopusza Wschodniego (612 m).
Przez wieś przebiega dział wodny pomiędzy zlewniami Raby i Dunajca. Większość wód spływa do Uszwicy, będącej dopływem Wisły, jedynie niewielkie potoki ze wschodnich zboczy Paprotnej i północnych zboczy Łopusza zasilają Trzciański Potok będący w zlewni Raby.

## Integralne części wsi
| części wsi | Domasy, Dominiczna Góra, Fielków, Górki, Granice, Huta, Jedle, Jędraszki, Kamieniec, Kamionki, Kolęcina, Konopki, Kucek, Mitrzniów, Młyn, Mośki, Mulki, Nadole, Nagórze, Pasionków, Pasternik, Podkościele, Podlesie, Pszczółki, Pustka, Rogożówka, Skotnica, Słociny, U Leśnych, Winkiel, Wyręby |

## Historia
W 1260 istniał we wsi drewniany kościół parafialny ufundowany przez Bolesława Wstydliwego.
Do 1581 roku wieś była wsią królewską. Liczyła 20 łanów kmiecych, 4 zagrodników bezrolnych, 8 komór z bydłem. 1 łan należał do sołtysa. W miejscowości było także 5. rzemieślników, 2. piekarzy oraz jeden rzeźnik. W imieniu króla polskiego zarządzał nią niejaki Ferens.
Wieś nie była objęta pańszczyzną zamiast tego płacono czynsz. W XIX wieku mieszkańcy mieli regionalną opinię zaradnych i przedsiębiorczych. Jak podaje Słownik geograficzny Królestwa Polskiego wydany w 1888 roku „Ludność zamożna i pracowita. Udaje się do zbiorów siana i zboża do wsi sąsiednich na zarobek”. W miejscowości znajdowała się także szkoła ludowa.
Pod koniec XIX wieku miejscowość liczyła według austriackiego spisu powszechnego: 377 zabudowań oraz 2100 mieszkańców w tym 980 mężczyzn oraz 1120 kobiet. 2023 osoby były wyznania katolickiego, a 66 było izraelickiego.
Największym właścicielem w XIX wieku był Adam Dunikowski, którego przodkowie w roku 1811 za 48560 złotych reńskich wykupili wieś od Austriaków po rozbiorach Polski.
W czasie I wojny światowej w miejscowości miały miejsce walki austriacko-rosyjskie. 11 listopada 1914 roku Lipnicę Murowaną, Rajbrot i okoliczne tereny zajęli Rosjanie przygotowując się do ataku na fortyfikacje Krakowa. Z tego okresu w okolicach miejscowości i sąsiednich wsiach zachowały się cmentarze wojenne z grobami żołnierzy, na których pochowani zostali Austriacy, Rosjanie oraz polscy legioniści .
W czasie II wojny światowej w miejscowości działał 12 Pułk Piechoty Ziemi Bocheńskiej regionalny oddział Armii Krajowej. Przeprowadził on 26 lipca 1944 roku Akcję Wiśnicz – atak na niemieckie więzienie, która była jedną z największych akcji uwolnienia więźniów przez polskie podziemie przeprowadzonej w czasie niemieckiej okupacji Polski  .

## Zabytki
Obiekty wpisane do rejestru zabytków nieruchomych województwa małopolskiego.
- Zespół kościoła parafialnego pw. Narodzenia NMP: kościół, mur, 5 kaplic, dzwonnica, drzewostan. Obiekt znajduje się na Szlaku Architektury Drewnianej województwa małopolskiego;
- cmentarz wojenny z okresu I wojny światowej nr 300.

### Zespół kościoła parafialnego pw. Narodzenia NMP
1. Kościół pw. Narodzenia Najświętszej Marii Panny – wybudowany w 1511 roku jak podaje M. Kornecki. Obiekt drewniany, jednonawowy, konstrukcji zrębowej, pokryty gontem, oszalowany. Nawa i prezbiterium nakryte stromym dachem, z sygnaturką z XVII wieku. Wyposażenie i wystrój:
  - polichromia z końca XIX w., oraz ślady wcześniejszych malowideł z XVII w.,
  - późnogotyckie rzeźby m.in. Grupa Ukrzyżowania, rzeźba Chrystusa Zmartwychwstałego,
  - belka tęczowa,
  - kamienna chrzcielnica z XVI w.,
  - ambona z XVI w.,
  - barokowy obraz Marii z Dzieciątkiem i młodocianym Janem Chrzcicielem z 1678 r. nieznanego monogramisty T.B, w typie włoskim w ołtarzu głównym,
2. dzwonnica, drewniana, 1 poł. XIX,
3. ogrodzenie z kaplicami, z 1 poł. XIX wieku założone przez Stanisława Katarzyńskiego[10].
4. cmentarz przykościelny.

Obok znajduje się drewniany zabytkowy spichlerz konstrukcji zrębowej. Wzniesiony na planie prostokąta, parterowy, niepodpiwniczony, jednownętrzowy, nakryty dachem dwuspadowym, niegdyś krytym gontem, a obecnie dachówką. Był posadowiony na kamiennych „peckach”. We wnętrzu strop otwarty, belkowy. Podłoga wykonana jest z desek kładzionych na legarach. Drzwi deskowo-spągowe, jednoskrzydłowe, na zawiasach pasowych kowalskiej roboty. Posiada charakterystyczne, w ciekawy sposób zaciosane obramienie drzwi.
Nieistniejącym elementem zespołu zabytkowego kościoła była drewniana plebania.
Kościół i spichlerz znajdują się na szlaku architektury drewnianej województwa małopolskiego. Obecnie obok starego kościółka znajduje się nowy kościół pw. św. Jana Pawła II.

## Cmentarze wojskowe zI wojny światowej
Cmentarze wojskowe na terenie wsi są pozostałością operacji Łapanowsko-Limanowskiej z 1914 roku. Wybudowane przez Kriegsgraberabteilung des k. und k. Militarkommandos Krakau, czyli Oddział Grobów Wojennych C. i K. Komendantury Wojskowej w Krakowie, na czele którego stał major Rudolf Broch. Budową zarządzał inżynier Stefan Koloschek pochodzący z Moraw. Cmentarze zaprojektował Franz Stark (vel Starck) – architekt wiedeński, Austriak, porucznik w stanie spoczynku. Należą do IX okręgu cmentarnego, którego siedzibą była Bochnia.
Cmentarz nr 300 – góra Kobyła
Cmentarz położony jest w pięknym bukowym lesie, na północnym skłonie najwyższej w Rajbrocie góry Kobyły, na wysokości 531 m n.p.m. Od przystanku PKS Rajbrot II należy iść drogą na południe, pomiędzy zabudowaniami, potem stromo pod górę, obok dwóch kapliczek do skraju lasu, gdzie znajduje się kolejny słup informacyjny. Po dalszych 50 m w prawo, błotnistą drogą leśną. Cmentarz znajduje się około 600 m od wejścia w las, a 1,5 km od przystanku PKS.
Założony został na planie prostokąta. Od zachodu ogrodzony jest pełnym kamiennym murem (kamień ciosowy), dopasowanym uskokami do nachylenia terenu. Z pozostałych stron ogrodzony kamiennymi słupkami, kiedyś połączonymi stalowymi rurami, obecnie drewnianymi żerdziami. Wejście – od wschodu, na osi założenia. Od wejścia środkiem cmentarza prowadzi alejka, niegdyś obsadzona kilkoma czerwonymi dębami ku wbudowanej w zachodnią część ogrodzenia uskokowej ścianie tylnej z wmurowaną tablicą inskrypcyjną (zniszczoną). U jej podnóża znajduje się kamienna ława. Na ziemnych mogiłach żeliwne krzyże z ramką na tabliczkę imienną albo krzyże z płaskowników. Powierzchnia cmentarza wynosi 1362 m². Mimo prowadzonych prac remontowych stan ogólny jest zły, większość krzyży jest zniszczona a pole grobowe nieuporządkowane. W 20 grobach pojedynczych i 41 masowych spoczęło 96 Austriaków z 24 Pułku Piechoty Landwery i 19 Rezerwowego Batalionu Strzelców; 28 Niemców z 217, 218 i 219 Pruskiego Rezerwowego Pułku Piechoty; 117 Rosjan. Daty śmierci: 7–13 XII 1914 r.
Cmentarz nr 303 Rajbrot – góra Paprotna
Cmentarz w swoim założeniu miał być jednym z bardziej reprezentatywnych na tym terenie, dlatego że pochowani zostali tutaj sojusznicy Austro-Węgier – żołnierze pruscy. Cmentarz założony na planie prostokąta, ze ściętymi zachodnimi narożami i półkolistym występem od wschodu, na osi założenia. Otoczony został pełnym, kamiennym murem, podwyższonym uskokami w narożach i w liniach bocznych ogrodzenia. Po bokach dwie kamienne ławy. Wejście ujęte monumentalną, kamienną bramą. Portal bramy zwieńczony frontonem, a w jej tympanonie wyraźnie zaznaczony krzyż grecki. Masywny charakter bramy wzmocniony został poprzez zastosowanie od strony drogi ukośnych przypór filarów. Wejście zamykają dwuskrzydłe, żelazne, częściowo ażurowe wrota. Pośrodku cmentarza, na osi założenia na krepidomie i postumencie o ośmiobocznym przekroju z kamiennych ciosów, wysoki, kamienny krzyż z drzewcem ujętym półwałkami. Na tej też osi, na zachodniej ścianie ogrodzenia denkmanswald (ściana pomnikowa) zwieńczona niewielkim kamiennym krzyżem na małym cokole. Na licu ściany znajdowała się tablica inskrypcyjna z napisem „Brama śmierci prowadzi wiernych ku nieśmiertelności”. Pod tablicą kamienna ława ujęta policzkami. Układ grobów w rzędach prostopadłych do osi założenia. W przedniej części cmentarza (bliżej bramy) znajdują się betonowe stele zakończone dwuspadowo, z żeliwnymi tablicami w płycinie lica. Po obydwóch stronach centralnego pomnika znajdują się place, które zapewne służyć miałyby przyszłym (w mniemaniu twórców cmentarzy) patriotycznym uroczystościom. Za pomnikiem skromniejsze mogiły – na niskich betonowych podstawach żelazne krzyże z prętów. Na zewnętrznej ścianie tylnej cmentarza napis i rysunek wykuty przez weteranów walk.
Powierzchnia cmentarza wynosi 1318 m². Stan dobry.
W 12 pojedynczych grobach i 36 zbiorowych mogiłach pochowano tu 55 Austriaków z 33 i 35 Pułku Piechoty Landwery, 24 i 29 Batalionu Strzelców Polowych; 176 Niemców z 217, 218, 219 i 220 Pruskiego Rezerwowego Pułku Piechoty, 3 Pruskiego Rezerwowego Batalionu Strzelców, 19, 130, 131, 141, 171, 189, 198 i 296 Pruskiego Rezerwowego Batalionu Strzelców, 47 Pruskiej Kompanii Pionierów oraz 299 Rosjan. Daty śmierci: 5–13 XII 1914.

## Przyroda i turystyka
Góry otaczające wieś są zalesione i otaczają ją z wszystkich stron. Znajdują się na nich liczne ostańce skalne, wychodnie. Wieś ma więc atrakcyjne dla turystów i wczasowiczów położenie. Duże zalety widokowe i przyrodnicze okolicy, brak ciężkiego przemysłu, rolnictwo przeważnie tradycyjne to cechy, dzięki którym wieś włączona została do obszaru chronionej przyrody – Wiśnicko-Lipnickiego Parku Krajobrazowego oraz Obszaru Chronionego Krajobrazu Pogórza Wiśnickiego, pełniącego rolę otuliny dla parku krajobrazowego. Miejscowość leży na małopolskim szlaku architektury drewnianej.
Szlaki turystyczne

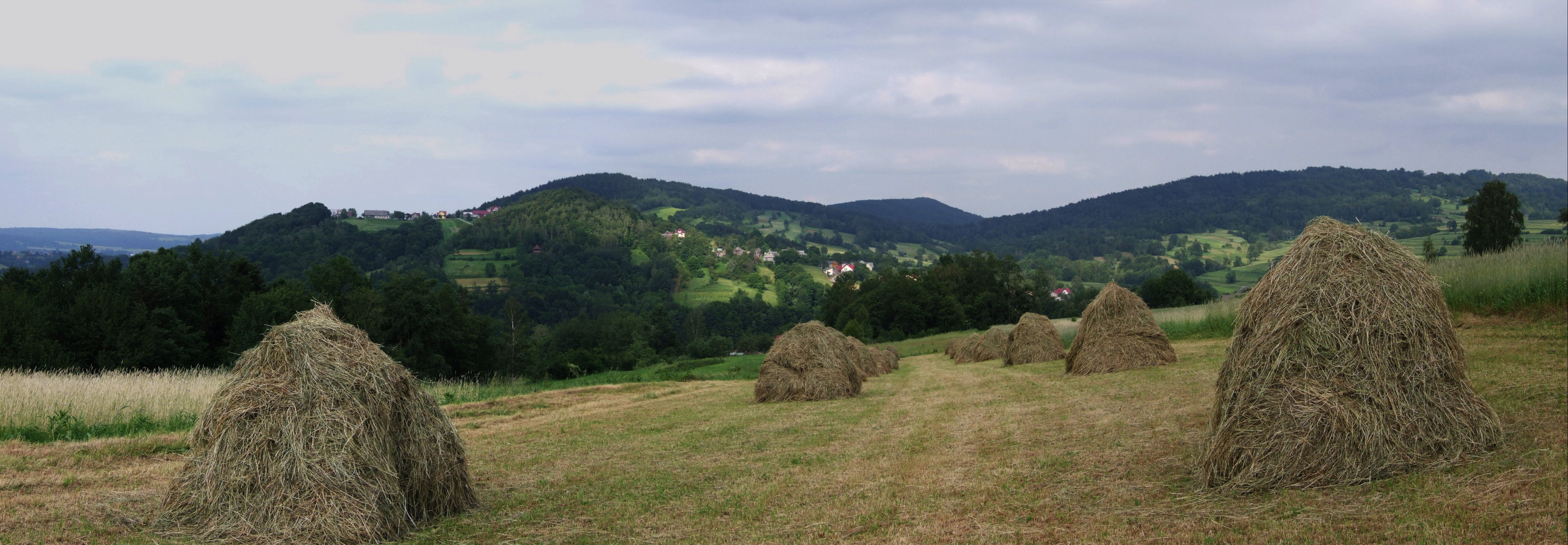
Rajbrot i Pasmo Szpilówki

 – z Bochni przez Nowy Wiśnicz, Leksandrową (obok rezerwatu przyrody Kamień Grzyb), górę Paprotną (obok pomnika przyrody Kamienie Brodzińskiego), Rajbrot, górę Łopusze, górę Kamionną (obok rezerwatu przyrody Kamionna) i Pasierbiecką Górę do Tymbarku.
 – spod szczytu góry Kobyła, przez Rajbrot-Nagorze, Rogozową i dolinę Piekarskiego Potoku do Lipnicy Murowanej.
 – z Rajbrotu przez Dominiczną Górę, Szpilówkę, Bukowiec i Mahulec do Czchowa i dalej przez Gromnik do Tarnowa.
 → przez Pasmo Łopusza i Kobyły, Wojakową na Rogozową (skrzyż. ze szlakiem czarnym)